# Ultimate Fighting Championship
|  | Per a altres significats, vegeu «UFC». |

La Ultimate Fighting Championship (UFC) és una organització nord-americana de combats d'arts marcials mixtes (MMA) amb seu Las Vegas, Nevada. Actualment és una de les majors organitzacions de MMA de tot el món. És propietat i està operada per Zuffa, LLC, una subsidiària d'Endeavor Group Holdings.

## Història

### Orígens
La UFC és una de les organitzacions pioneres en aquest tipus de combats, duu en actiudes de 1993 i ha estat la primera companyia que va celebrar esdeveniments d'aquest tipus en Estats Units i una de les pioneres en el món, al costat de la japonesa Pancrase, que va debutar mesos abans (amb regles particulars, com no permetre copejar amb la mà tancada al capdavant).
En el seu inici, la marca Ultimate Fighting Championship era propietat de la companyia Semaphore Entertainment Group (SEG), i organitzava els combats sota el reglament Vale Tudo (no mossegar i no ficar els dits en els ulls), els lluitadors sol estaven obligats a usar un protector bucal, i l'ús de protectors era voluntari, encara que la gran majoria preferia no usar-les. Els combats es disputaven en una gàbia octogonal, bastant més gran que un ring de boxa, i solament es podia guanyar per KO (un lluitador no pot defensar-se o no ho fa de forma intel·ligent, moment que l'àrbitre deté el combat) o per abandó, generalment per claus a les extremitats o escanyaments. Malgrat que en les primeres edicions no havia categories de pes ni temps límit, a poc a poc aquestes normes es van anar imposant.
Els combats de Vale Tudo són originaris de Brasil, on des de principis del segle XX se celebraven en rings de Boxa o en acadèmies d'arts marcials, sovint com reptes entre diferents escoles. No obstant això el seu major índex de popularitat va venir amb la família Gracie, creadors del Gracie Jiu Jitsu, que reptaven a qualsevol lluitador de qualsevol estil a enfrontar-se a ells sota aquestes gairebé inexistents regles. Des del seu fundador Hélio Gracie fins a la llarga llista de lluitadors de la seva família, el Gracie Jiu Jitsu va guanyar gairebé tots els seus combats amb un mètode revolucionari: derrocar als seus oponents i obligar-los a rendir-se amb claus de braç o escanyaments.
La gran popularitat d'aquesta família al Brasil els va dur a realitzar resptes retransmesos per televisions del seu país, fins que Rorion Gracie va decidir contactar amb un grup d'empresaris per a muntar un macroesdeveniment en Estats Units, amb retransmissió en directe per a tot el país, així com una distribució a la resta del món mitjançant vídeos, en els quals el seu germà Royce lluitaria contra rivals de qualsevol estil.

### Emergència i noves regles
En les primeres edicions de l'UFC s'usava un format de torneig, en el qual el campió hauria de lluitar contra 3 oponents distints el mateix dia, i fins i tot quatre, com va ocórrer en UFC II.
Malgrat que Royce Gracie (1.80 cm i 83 KG) no era el lluitador més gran ni el més atlètic, va assolir revolucionar el món de les arts marcials amb el seu enfocament de lluita en el sòl, vencent amb relativa facilitat a lluitadors de Boxa, Karate, Kick Boxing, Lluita lliure (olímpica), Kempo Karate, Ju Jitsu, Kung Fu i Savate entre d'altres, alguns d'ells grans campions en els seus estils, com Ken Shamrock, campió del món de Shootfighting, un estil híbrid de combat japonès versat en la lluita en el sòl (encara que en aquesta època no permetien cops al capdavant en el sòl, entre altres regles).
El brasiler, que de la nit al dia s'havia convertit en tota una celebritat en el món dels combats "sense regles", va guanyar tres dels quatre primers UFC amb facilitat, i malgrat que es va retirar invicte de l'esdeveniment, no va poder tornar a la semifinal d'UFC III després d'un dur combat contra Kimo Leopoldo, un lluitador amb amplis coneixements de lluita en el sòl, a més de ser molt més musculós i pesant que ell. L'enfrontament entre ambdós es considera com un dels millors combats d'aquesta època. Després d'aquest combat Gracie va tornar per a lluitar contra Harold Howard, un cinturó negre de Kárate i Dj. Jitsu, però a causa del seu mal estat la seva família (que també era el seu equip) va decidir llençar la tovallola abans del començament del combat. Oficialment és una derrota para Royce, encara que la majoria dels seus seguidors no la conten com a tal. Harold Howard es va enfrontar a Steve Jennum, un cinturó negre de Ninjutsu, en la final del torneig. Steve va guanyar, proclamant-se campió d'UFC III, però el fet que hagués entrat en la final com reserva, sense haver disputat cap combat previ, va fer que els directius d'UFC canviessin el format, de manera que a partir d'ara els lluitadors que volguessin ser reserves també haurien de disputar un combat per a guanyar aquesta plaça. Royce també va haver treballar a fons amb Dan Severn, campió del món de Lluita Lliure, en la final d'UFC IV.
En Ultimate Fighting Championship V Royce Gracie va abandonar el format de torneig per a debutar en el "Super combat" (Superfight), que inaugurava amb el seu rival Ken Shamrock. Malgrat que tot el món esperava un gran enfrontament, Shamrock (a qui ja va vèncer Gracie en UFC 1) va decidir no arriscar i va passar la major part del temps en la guàrdia de Gracie (posició del sòl on l'oponent de baix envolta amb les cames la cintura del de dalt), mentre que el brasiler va ser incapaç de millorar la posició o atacar-li de forma contundent. Després de 36 minuts el combat va arribar a la seva fi i es decretà empat tècnic.
A causa d'això Royce i el seu germà Rorion van decidir vendre la seva part d'UFC i abandonar l'esdeveniment. Royce va continuar lluitant en Pride, el major esdeveniment asiàtic de MMA durant la seva existència, on va perdre després de 90 minuts de combat (regles especials, rounds indefinits de 15 minuts) contra Sakuraba, la major promesa japonesa de MMA, que havia vençut a quatre gràcies. El brasiler no va poder seguir lluitant després del final del sisè assalt i va llençar la tovallola. Posteriorment va tornar A UFC en la seva edició 60 per a enfrontar-se al campió Matt Hughes, que ho va derrotar amb relativa facilitat en el sòl.
Després de Royce grans lluitadors es van llançar a la fama en UFC, com Marco Ruas, un dels primers lluitadors complets en aquest esport, devastador amb el seu Muay Thai, Oleg Taktarov campió de Sambo i molt perillós en el sòl, Dan Severn, campió de Wrestling que va inaugurar una època de primacia de wrestlers en Val Tudo, Mark Coleman, gran wrestler que va arrasar en diverses edicions, Mark Kerr, altre gran wrestler amb un impressionant físic que va guanyar diversos esdeveniments, o Maurice Smith, campió del món de Kick Boxing que, malgrat no saber molt de grappling, va assolir vèncer a Coleman imposant-se dempeus.
Malgrat tot, després d'UFC 30 s'arrossegaven grans pèrdues, principalment pels problemes legals i la gran controvèrsia que aquest tipus d'esdeveniments va despertar en els polítics i organitzacions esportives, pel que la companyia va decidir vendre l'esdeveniment per dos milions de dòlars a Zuffa, propietat dels multimilionaris germans Fertittia (posseïdors de diversos dels majors casinos en Les Vegas), i dirigida per Dana "Mc Mahon" White, un antic promotor de Boxa. A partir d'aquí es va abandonar definitivament tot escletxa que recordés al reglament passat per a adoptar regles de MMA: Sense cops de cap, cops en el clatell, gola o testicles, ús obligatori de guantilles lleugeres (que, per ser sol de 4 unces, no lleven amb prou feines pegada i redueixen enormement el risc de produir corts en la cara) a més de diverses regles menors (fins a un total de 38 faltes). Es va eliminar el format de torneig i es van establir rounds de 5 minuts: 2 per als combats preliminars, 3 per als normals i 5 per als combats per un títol. Així mateix es van establir noves categories de pes i extensos controls antidoping, al costat d'una àmplia supervisió mèdica, sempre sota l'estreta col·laboració de la comissió atlètica de l'estat o país on celebren l'esdeveniment.
En aquesta època van arribar estrelles com Tito Ortiz, Kevin Randleman, Vitor Belfort, Chuck Liddell, Randy Couture, Frank Shamrock, Pat Miletich, Matt Hughes, Pedro Rizzo, Anderson Silva, B.J. Penn o Frank Mir] entre d'altres, lluitadors complets que dominen diverses disciplines per a saber desembolicar-se en totes les distàncies, a més d'aplicar una metodologia d'entrenament creuat i una extensa preparació física d'atleta professional.

## Actualitat
Avui dia els combats són més emocionants, dinàmics i imprevisibles que abans, i per això UFC no ha parat de créixer, tant en USA com en la resta del món. Des del seu inici segueix sent la major companyia occidental de MMA i tot un referent mundial. Es pot seguir mitjançant el pay per view (PPV) en tot Estats Units, i també mitjançant DVD en la resta del món.

## Regles
Les regles actuals de l'Ultimate Fighting Championship van ser establertes originalment per la Junta de Control Atlètic de Nova Jersey. El conjunt de "Regles Unificades d'Arts Marcials Mixtes" que va establir Nova Jersey ha estat adoptat en altres estats que regulen les arts marcials mixtes, incloent Nevada, Louisiana i Califòrnia. Aquestes regles també són utilitzades per moltes altres promocions dins dels Estats Units, convertint-se en obligatòries per a aquells estats que han adoptat les regles, per la qual cosa s'han convertit en el conjunt de regles estàndard de facto per a les arts marcials mixtes professionals en tot el país.

### Rondes
La durada màxima dels combats de la UFC varia en funció de si es tracta d'un combat pel títol de campió o de l'esdeveniment principal d'una cartellera de combat. En tots els combats, cada assalt no pot durar més de cinc minuts. Els combats de campionat duren un màxim de cinc assalts. A partir de l'UFC 138 del 5 de novembre del 2011, els combats d'"esdeveniment principal" que no siguin de campionat (és a dir, l'últim combat de la cartellera) també duraran un màxim de cinc assalts. Els combats que no són l'esdeveniment principal duren un màxim de tres assalts. L'UFC 263 va ser la primera vegada en la història de la UFC que un combat que no fos l'esdeveniment principal es va programar a 5 assalts. UFC on FX: Alves vs. Kampmann va presentar els dos primers combats de pes mosca de l'organització com a part del seu primer torneig de pes mosca, que consisteix en combats que, en cas d'empat, van a una quarta ronda de “victòria sobtada” celebrada per determinar el guanyador, que avança. Hi ha un període de descans dun minut entre assalts.

### Gàbia

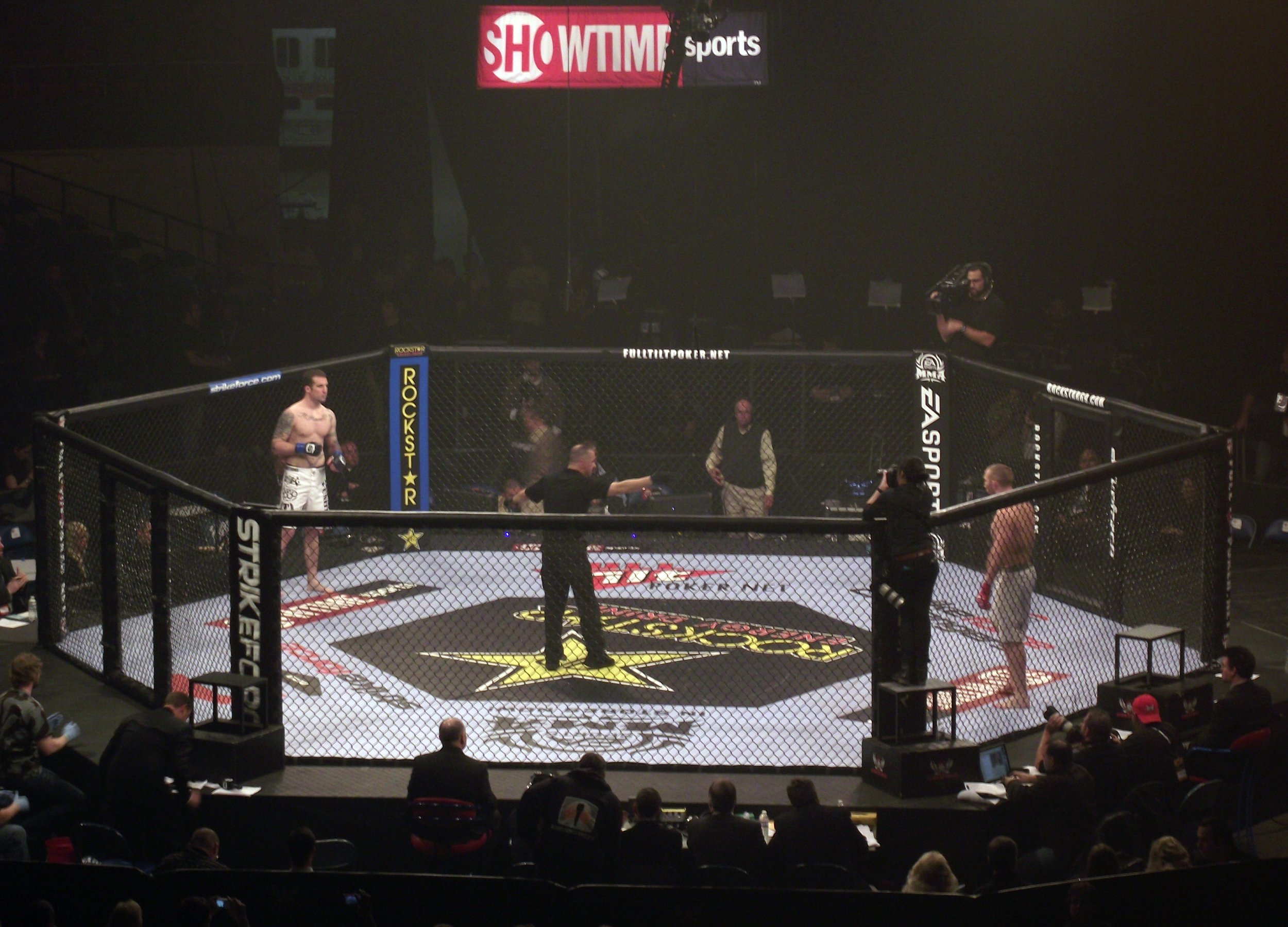
Gàbia octagonal on es disputen els combats.

La UFC organitza els combats en un recinte de vuit costats anomenat oficialment "L'Octàgon". Al principi, el primer soci televisiu de la companyia Semaphore Entertainment Group (SEG) va registrar el concepte i el terme i va impedir que altres promocions d'arts marcials mixtes utilitzessin el mateix tipus de gàbia, però el 2001 Zuffa va autoritzar altres promocions a utilitzar gàbies octogonals, argumentant que el jove esport necessitava uniformitat per seguir guanyant la homologació oficial. Actualment, Zuffa es reserva l'ús exclusiu del nom "The Octagon".
La gàbia de la UFC és una estructura octogonal amb parets de tanca metàl·lica recoberta de vinil negre. L'octògon estàndard té un diàmetre de 9,1 metres amb una tanca d'1,8 metres d'altura. La gàbia s'assenta sobre una plataforma que l'eleva 1,2 metres del terra. Té un farcit d'escuma al voltant de la part superior de la tanca i entre cadascuna de les vuit seccions. També té dues portes d'entrada-sortida oposades. La catifa (també anomenada lona), pintada amb els logotips i dissenys dels patrocinadors que se substitueix per a cada esdeveniment.

### Resultats d'un combat
Submissió: un lluitador colpeja clarament la lona o el seu oponent, se sotmet verbalment o comunica clarament que sent dolor (per exemple, cridant) fins al punt que l'àrbitre aturi el combat. També es pot parlar de submissió tècnica quan un lluitador perd el coneixement o és a punt de patir una lesió greu mentre està sotmés.
Knockout: un lluitador queda en un estat d'inconsciència resultant de qualsevol cop legal.
Knockout tècnic (TKO): Si l'àrbitre decideix que un lluitador no pot continuar, el combat es considera un knockout tècnic. Els knockouts tècnics es poden classificar en tres categories:
- interrupció arbitral (l'àrbitre posa fi al combat perquè es considera que un dels lluitadors no es pot defensar de manera intel·ligent)
- interrupció pel metge (el metge del ring decideix que no és segur que un lluitador continuï el combat, a causa d'una hemorràgia excessiva o lesions físiques)
- interrupció en la cantonada (el/la cantoner/a d'un lluitador assenyala la derrota del seu propi lluitador)
- renuncia (un lluitador no competeix o acaba el combat de forma intencionada i prematura per una raó diferent a una lesió, cosa que dona lloc a la victòria de l'oponent)

Decisió dels jutges: Depenent de la puntuació, un combat pot acabar com:
- Decisió unànime (els tres jutges donen la victòria al lluitador A)
- Decisió majoritària (dos jutges donen la victòria al lluitador A, un jutge dona l'empat)
- Decisió dividida (dos jutges donen la victòria al lluitador A, un jutge dona la victòria al lluitador B)
- Decisió tècnica (un lluitador queda incapacitat per continuar com a resultat d'un element o moviment il·legal no intencionat, cosa que dona lloc a una decisió basada en els assalts acabats i no acabats si el nombre d'assalt a jutjar és suficient)
- Empat unànime (els tres jutges puntuen un empat)
- Empat majoritari (dos jutges puntuen un empat, un jutge puntua una victòria)
- Empat dividit (un jutge puntua una victòria per al lluitador A, un jutge puntua una victòria per al lluitador B i un jutge puntua un empat)
- Empat tècnic (el combat acaba de manera similar a una decisió tècnica, amb les puntuacions dels jutges resultant en un empat)

Desqualificació: un lluitador executa intencionadament un moviment il·legal que l'àrbitre o l'oponent consideren prou perjudicial o significatiu com per alterar negativament el rendiment de l'oponent en cas que el combat continuï, donant com a resultat la victòria de l'oponent.
Sense combat/resultat: un lluitador queda incapacitat per continuar o competir eficaçment com a resultat d'un element o moviment il·legal no intencionat i no hi ha prou assalts acabats perquè sigui viable una decisió tècnica, o ambdós lluitadors queden incapacitats per continuar o competir eficaçment. A més, un combat pot ser considerat com a no-contest si el resultat original del combat es modifica a causa de circumstàncies insatisfactòries o il·legals, com una interrupció prematura o el fet que un lluitador doni positiu per substàncies prohibides.
En cas d'empat, no cal que els punts totals dels lluitadors siguin iguals (vegeu, per exemple, UFC 41 Penn vs. U, o UFC 43 Freeman vs. White). Tot i això, en un empat unànime o dividit, cada lluitador obté el mateix nombre de punts dels tres jutges (0 o 1, respectivament). A més, si un combat pel títol acaba en empat, el campió defensor conserva el títol.

### Faltes
La Comissió Atlètica de l'Estat de Nevada actualment llista les faltes següents:
- Cops amb el cap
- Cops als ulls
- Mossegar
- Estirar els cabells
- Fish-hooking (ficar el dit a la boca de l'oponent i tirar cap a un costat)
- Atacs a l'engonal
- Introduir un dit a qualsevol orifici o a qualsevol tall o laceració d'un adversari
- Manipulació de petites articulacions
- Colpejar la columna vertebral o la part posterior del cap (veure Cop de conill)
- Colpejar cap avall utilitzant la punta del colze (veure en anglès)
- Cops a la gola de qualsevol tipus, incloent, sense limitació, agafar la tràquea
- Agafar, pessigar o recargolar la carn
- Agafar la clavícula
- Patejar el ronyó amb el taló
- Llençar un adversari a la lona sobre el cap o el coll (vegeu en castellà "Piledriver")
- Llençar un adversari fora del quadrilàter o de l'àrea cercada
- Subjectar els pantalons o els guants d'un adversari
- Escupir un adversari o l'àrbitre
- Comportament antiesportiu que causi una lesió a un adversari
- Subjectar o agafar les cordes o la tanca
- Utilitzar un llenguatge abusiu al ring o a l'àrea cercada
- Atacar un adversari durant el descans
- Atacar un adversari sota l'atenció de l'àrbitre
- Atacar un adversari després que la campana (o botzina) hagi tocat el final d'un assalt
- Desobeir flagrantment les instruccions de l'àrbitre
- Timidesa, incloent-hi, sense limitació, evitar el contacte amb un adversari, deixar caure intencionada o sistemàticament el protector bucal o fingir una lesió
- Interferència de la cantonada
- Llençar la tovallola durant la competició
- Aplicar qualsevol substància estranya als cabells, cos, roba o guants immediatament abans o durant una competició o exhibició que pugui resultar en un avantatge injust
- Si l'àrbitre ha assenyalat que l'adversari ha estat noquejat, colpejar a un adversari que estigui indefens com a resultat dels cops anteriors i que estigui recolzat al quadrilàter o a la zona tancada de manera que no caigui
- Colpejar deliberadament a la part del cos situada sobre els ronyons
- Escupir intencionadament el protector bucal

Quan es comet una falta, l'àrbitre, a la seva discreció, pot descomptar un o més punts com a penalització. Si una falta incapacita un lluitador, el combat pot acabar amb una desqualificació si la falta va ser intencionada, o amb un no contest (sense resultat, NC) si no va ser intencionada. Si una falta fa que un lluitador no pugui continuar més endavant en el combat, aquest acabarà amb una victòria per decisió tècnica del lluitador lesionat si aquest va per davant en punts, altrament serà un empat tècnic.

## Lluitadors més destacats de la UFC

### UFC Hall of Fame
(seguint l'ordre d'admesos)
- Royce Gracie (Inducted UFC 45)
- Ken Shamrock (Inducted UFC 45)
- Dan Severn (Inducted UFC 52)
- Randy Couture (Inducted The Ultimate Fighter Season 3 Finale)
- Mark Coleman (Inducted UFC 82)

### Lluitadors de la UFC més importants
Els següents lluitadors han gunyat un torneig o un títol de la UFC.
Pesos pesants 120 kg
- Mark Coleman (UFC 10, UFC 11 Open Weight Tournament Champion & first UFC Heavyweight Champion & 3rd and Last UFC Open Weight Superfight Champion)
- Frank Mir (Former UFC Heavyweight Champion and current Interim UFC Heavyweight Champion)
- Cain Velasquez (Current UFC Heavyweight Champion)
- Brock Lesnar (Former UFC Heavyweight Champion)
- Antonio Rodrigo Nogueira (Former Interim UFC Heavyweight Champion)
- Randy Couture (UFC 13 Heavyweight Tournament Champion, former 3 time UFC Heavyweight Champion & former 2-time UFC Light Heavyweight Champion)
- Tim Sylvia (Former 2 time UFC Heavyweight Champion)
- Andrei Arlovski (Former UFC Heavyweight Champion)
- Josh Barnett (Former UFC Heavyweight Champion)
- Kevin Randleman (Former UFC Heavyweight Champion)
- Ricco Rodriguez (Former UFC Heavyweight Champion)
- Bas Rutten (Former UFC Heavyweight Champion)
- Ken Shamrock (Former 2 time & first UFC Open Weight Superfight Champion)
- Maurice Smith (Former UFC Heavyweight Champion)
- Pedro Rizzo (UFC Ultimate Brazil Heavyweight Superfight Champion)
- Dan Severn (UFC 5, Ultimate Ultimate 1995 Open Weight Tournament Champion & 2nd UFC Open Weight Superfight Champion)
- Oleg Taktarov (UFC 6 Open Weight Tournament Champion)
- Marco Ruas (UFC 7 Open Weight Tournament Champion)
- Don Frye (UFC 8 & Ultimate Ultimate #2 1996 Open Weight Tournament Champion)
- Mark Kerr (UFC 14 and 15 Heavyweight Tournament Champion)
- Steve Jennum (UFC 3 Open Weight Tournament Champion)

Semi-pesants 93 kg
- Frank Shamrock (First UFC Light Heavyweight Champion)
- Rashad Evans (The Ultimate Fighter 2 Heavyweight winner & Current UFC Unified Light Heavyweight Champion)
- Forrest Griffin (The Ultimate Fighter 1 light heavyweight winner & Former UFC Unified Light Heavyweight Champion)
- Chuck Liddell (Former UFC Light Heavyweight Champion)
- Tito Ortiz (Former UFC Light Heavyweight Champion)
- Vitor Belfort (UFC 12 4-Man Tournament Champion & former UFC Light Heavyweight Champion)
- Quinton Jackson (First UFC Unified Light Heavyweight Champion)
- Wanderlei Silva (UFC Veteran)
- Kevin Jackson (UFC 14 Middleweight Tournament Champion)
- Guy Mezger (UFC 13 Lightweight 4-Man Tournament Champion)
- Jerry Bohlander (UFC 12 Lightweight 4-Man Tournament Champion)
- Ryan Bader (The Ultimate Fighter 8 Light Heavyweight Winner)

Pes mitjà 84 kg
- Dave Menne (First UFC Middleweight Champion)
- Anderson Silva (First & Current UFC Unified Middleweight Champion)
- Rich Franklin (Former UFC Middleweight Champion)
- Murilo Bustamante (Former UFC Middleweight Champion)
- Evan Tanner (Former UFC Middleweight Champion)
- Royce Gracie (UFC 1, 2 & 4 Open Weight Tournament Champion)
- Dan Henderson (UFC 17 Tournament Champion)
- Kazushi Sakuraba (UFC Ultimate Japan 1 Heavyweight Tournament Champion)
- Michael Bisping (The Ultimate Fighter 3 Light Heavyweight Winner)
- Kendall Grove (The Ultimate Fighter 3 Middleweight Winner)
- Travis Lutter (The Ultimate Fighter 4 Middleweight Winner)
- Amir Sadollah (The Ultimate Fighter 7 Middleweight Winner)

Welter 77 kg
- Pat Miletich (First UFC Welterweight Champion & UFC Ultimate Brazil's Lightweight Tournament Champion)
- Georges St. Pierre (Current 2-Time UFC Welterweight Champion)
- Matt Hughes (Former 2 time UFC Welterweight Champion)
- Matt Serra (The Ultimate Fighter 4 Welterweight Winner & Former UFC Welterweight Champion)
- Carlos Newton (Former UFC Welterweight Champion)
- Kenichi Yamamoto (UFC 23 'Ultimate Japan 2' Tournament Winner)

Pes lleuger 70 kg
- Jens Pulver (First UFC Lightweight Champion)
- B.J. Penn (Current UFC Lightweight Champion & former UFC Welterweight Champion)
- Sean Sherk (Former UFC Lightweight Champion)
- Diego Sánchez (The Ultimate Fighter 1 Middleweight winner)
- Joe Stevenson (The Ultimate Fighter 2 Welterweight Winner)
- Nate Diaz (The Ultimate Fighter 5 Lightweight Winner)
- Mac Danzig (The Ultimate Fighter 6 Welterweight winner)
- Efrain Escudero (The Ultimate Fighter 8 Lightweight Winner)